# Premier League Darts 2009
De Whyte and Mackay Premier League Darts 2009 was een dartstoernooi, dat georganiseerd werd door de Professional Darts Corporation. Het toernooi begon op 5 februari 2009 in de Liverpool Echo Arena. De andere plaatsen waar wedstrijden gespeeld werden waren: Royal Highland Showground (in Edinburgh), Ricoh Arena (Coventry, Odyssey Arena (Belfast), Metro Radio Arena (Newcastle), Manchester Evening News Arena (Manchester), The Brighton Centre (Brighton), National Indoor Arena (Birmingham), Scottish Exhibition and Conference Centre (Glasgow), Westpoint Arena (Exeter), Trent FM Arena (Nottingham), Aberdeen Exhibition and Conference Centre (Aberdeen), Sheffield Arena (Sheffield), Cardiff International Arena (Cardiff) en de Wembley Arena (Londen).
Op maandag 25 mei werden de playoffs en uiteindelijk ook de finale gespeeld. Deze wedstrijden werden in de Wembley Arena gespeeld, op hetzelfde moment dat ernaast, in het stadion Wembley playoffs van de Football League werden gespeeld. De titelverdediger was dit jaar (weer) Phil Taylor.
Op 25 mei werd de winnaar van dit toernooi bekend. In de finale won James Wade met 13-8 van Mervyn King. Titelverdediger Phil Taylor werd in de halve finale verslagen door King, nadat hij bovenaan was geëindigd in de stand vóór de playoffs.

## Kwalificatie
De top zes van de Order of Merit na het Wereldkampioenschap waren automatisch geplaatst. Op 9 januari 2009 werden Jelle Klaasen en Wayne Mardle toegevoegd aan de deelnemerslijst met een wildcard.
Gekwalificeerde spelers:
1. Phil Taylor
2. James Wade
3. Raymond van Barneveld
4. John Part
5. Terry Jenkins
6. Mervyn King
7. Wayne Mardle
8. Jelle Klaasen

## Wedstrijden

### Groepsfase

#### 5 februari
Echo Arena, Liverpool
|                       | Score |               |
| --------------------- | ----- | ------------- |
|                       |       |               |
| James Wade            | 7 - 7 | John Part     |
| Jelle Klaasen         | 7 - 7 | Terry Jenkins |
| Mervyn King           | 8 - 1 | Wayne Mardle  |
| Raymond van Barneveld | 4 - 8 | Phil Taylor   |

Vaakst 180: Terry Jenkins 6
Hoogste finish: Raymond van Barneveld 161

#### 12 februari
Royal Highland Centre, Edinburgh
|              | Score |                       |
| ------------ | ----- | --------------------- |
|              |       |                       |
| John Part    | 7 - 7 | Raymond van Barneveld |
| Wayne Mardle | 7 - 7 | Terry Jenkins         |
| Phil Taylor  | 8 - 2 | Jelle Klaasen         |
| James Wade   | 1 - 8 | Mervyn King           |

Vaakst 180: Raymond van Barneveld & Phil Taylor 5
Hoogste finish: Wayne Mardle 160

#### 19 februari
Ricoh Arena, Coventry
|                       | Score |              |
| --------------------- | ----- | ------------ |
|                       |       |              |
| Terry Jenkins         | 7 - 7 | Phil Taylor  |
| Raymond van Barneveld | 4 - 8 | James Wade   |
| Mervyn King           | 8 - 2 | John Part    |
| Jelle Klaasen         | 6 - 8 | Wayne Mardle |

Vaakst 180: Phil Taylor 6
Hoogste finish: Wayne Mardle 156

#### 26 februari
Odyssey Arena, Belfast
|               | Score |                       |
| ------------- | ----- | --------------------- |
|               |       |                       |
| John Part     | 8 - 1 | Wayne Mardle          |
| Mervyn King   | 8 - 4 | Jelle Klaasen         |
| James Wade    | 8 - 4 | Phil Taylor           |
| Terry Jenkins | 6 - 8 | Raymond van Barneveld |

Hoogste finish: Jelle Klaasen 158

#### 5 maart
Metro Radio Arena, Newcastle
|               | Score |                       |
| ------------- | ----- | --------------------- |
|               |       |                       |
| Jelle Klaasen | 6 - 8 | James Wade            |
| Phil Taylor   | 7 - 7 | Mervyn King           |
| Wayne Mardle  | 7 - 7 | Raymond van Barneveld |
| John Part     | 8 - 5 | Terry Jenkins         |

Hoogste finish: James Wade 170

#### 12 maart
M.E.N. Arena, Manchester
|                       | Score |              |
| --------------------- | ----- | ------------ |
|                       |       |              |
| Raymond van Barneveld | 8 - 3 | Mervyn King  |
| Jelle Klaasen         | 7 - 7 | John Part    |
| Terry Jenkins         | 5 - 8 | James Wade   |
| Phil Taylor           | 8 - 4 | Wayne Mardle |

Hoogste finish: Jelle Klaasen 170

#### 19 maart
The Centre, Brighton
|                       | Score |               |
| --------------------- | ----- | ------------- |
|                       |       |               |
| Mervyn King           | 5 - 8 | Terry Jenkins |
| Wayne Mardle          | 3 - 8 | James Wade    |
| Raymond van Barneveld | 8 - 3 | Jelle Klaasen |
| Phil Taylor           | 8 - 3 | John Part     |

Hoogste finish: Phil Taylor 170

#### 26 maart
The NIA, Birmingham
|               | Score |                       |
| ------------- | ----- | --------------------- |
|               |       |                       |
| Wayne Mardle  | 2 - 8 | Mervyn King           |
| Terry Jenkins | 6 - 8 | Jelle Klaasen         |
| John Part     | 7 - 7 | James Wade            |
| Phil Taylor   | 8 - 2 | Raymond van Barneveld |

Hoogste finish: Mervyn King 126

#### 2 april
SECC, Glasgow
|                       | Score |              |
| --------------------- | ----- | ------------ |
|                       |       |              |
| Raymond van Barneveld | 8 - 1 | John Part    |
| Terry Jenkins         | 8 - 2 | Wayne Mardle |
| Jelle Klaasen         | 6 - 8 | Phil Taylor  |
| Mervyn King           | 8 - 3 | James Wade   |

Hoogste finish: Mervyn King 119

#### 9 april
Westpoint Arena, Exeter
|             | Score |                       |
| ----------- | ----- | --------------------- |
|             |       |                       |
| Phil Taylor | 7 - 7 | Terry Jenkins         |
| James Wade  | 8 - 5 | Raymond van Barneveld |
| John Part   | 8 - 6 | Mervyn King           |
| John Part   | 7 - 7 | Jelle Klaasen         |

Hoogste finish: John Part 150
- John Part speelde op 9 april twee wedstrijden, omdat Wayne Mardle een virus had opgelopen. Mardle zou een week later twee wedstrijden hebben moeten spelen.

#### 16 april
Trent FM Arena, Nottingham
|               | Score |                       |
| ------------- | ----- | --------------------- |
|               |       |                       |
| Jelle Klaasen | 7 - 7 | Mervyn King           |
| James Wade    | 8 - 1 | Terry Jenkins         |
| Mervyn King   | 7 - 7 | Raymond van Barneveld |
| Phil Taylor   | 7 - 7 | James Wade            |

Hoogste finish: James Wade 145
- Wayne Mardle belandde op 15 april in het ziekenhuis en was niet in staat om te spelen[4]. Mervyn King en James Wade speelden op 16 april twee wedstrijden. Het was nog onduidelijk of Mardle de competitie kon afmaken. Het wedstrijdschema voor de laatste drie wedstrijden was nog niet zeker. Er werd afgesproken dat Mardle twee wedstrijden zou spelen in week dertien en veertien, als hij op tijd zou herstellen.

#### 23 april
AECC, Aberdeen
|               | Score |                       |
| ------------- | ----- | --------------------- |
|               |       |                       |
| Terry Jenkins | 7 - 7 | Mervyn King           |
| James Wade    | 7 - 2 | Robert Thornton       |
| Jelle Klaasen | 5 - 8 | Raymond van Barneveld |
| John Part     | 3 - 8 | Phil Taylor           |

Hoogste finish: Phil Taylor 161
- Wayne Mardle kon wederom niet spelen en werd uit het toernooi verwijderd. Alle uitslagen van Mardle werden geschrapt en voor de laatste weken werden challenges georganiseerd, om ervoor te zorgen dat er toch elke week vier wedstrijden gespeeld werden. De deelnemers aan de challenges, die niet meetelden voor de eindstand, waren Robert Thornton, Adrian Lewis, Dennis Priestley, Mark Webster en Gary Anderson.
- Taylors gemiddelde van 116,01 tijdens zijn partij tegen John Part was het hoogste gemiddelde dat ooit gegooid is in een wedstrijd op televisie. Taylor brak hiermee zijn eigen record uit 2008

#### 30 april
The Arena, Sheffield
|                       | Score |                  |
| --------------------- | ----- | ---------------- |
|                       |       |                  |
| James Wade            | 8 - 4 | Jelle Klaasen    |
| Phil Taylor           | 7 - 4 | Dennis Priestley |
| Raymond van Barneveld | 7 - 5 | Adrian Lewis     |
| Terry Jenkins         | 8 - 3 | John Part        |

#### 7 mei
The CIA, Cardiff
|                       | Score |               |
| --------------------- | ----- | ------------- |
|                       |       |               |
| Gary Anderson         | 7 - 4 | John Part     |
| Jelle Klaasen         | 7 - 3 | Mark Webster  |
| Phil Taylor           | 8 - 2 | Mervyn King   |
| Raymond van Barneveld | 7 - 7 | Terry Jenkins |

Hoogste finish: Gary Anderson 121

## Eindstand
| Pos | Name                  | Pld | W | D | L | LF | LA | +/- | LWAT | 100+ | 140+ | 180s | HC  | Pts |
| --- | --------------------- | --- | - | - | - | -- | -- | --- | ---- | ---- | ---- | ---- | --- | --- |
| 1   | Phil Taylor           | 12  | 7 | 4 | 1 | 88 | 58 | +30 | 29   | 194  | 128  | 56   | 170 | 18  |
| 2   | James Wade            | 12  | 7 | 3 | 2 | 81 | 66 | +15 | 28   | 181  | 114  | 43   | 170 | 17  |
| 3   | Raymond van Barneveld | 12  | 5 | 3 | 4 | 76 | 71 | +5  | 25   | 188  | 122  | 43   | 167 | 14  |
| 4   | Mervyn King           | 12  | 4 | 4 | 4 | 76 | 70 | +6  | 28   | 203  | 114  | 37   | 130 | 12  |
| 5   | Terry Jenkins         | 12  | 2 | 5 | 5 | 74 | 83 | -9  | 26   | 207  | 129  | 46   | 141 | 9   |
| 6   | John Part             | 12  | 2 | 5 | 5 | 63 | 86 | -23 | 18   | 180  | 72   | 25   | 150 | 9   |
| 7   | Jelle Klaasen         | 12  | 1 | 4 | 7 | 66 | 90 | -24 | 26   | 173  | 93   | 33   | 170 | 6   |

NB: LWAT betekent legs gewonnen tegen de darts. Als punten gelijk zijn wordt stand bepaald door +/-

### Playoffs
Wembley Arena, Londen
|                       | Score  |                       |
| --------------------- | ------ | --------------------- |
| 25 mei - Halve finale |        |                       |
| James Wade            | 10 - 8 | Raymond van Barneveld |
| Phil Taylor           | 6 - 10 | Mervyn King           |
| 25 mei - Finale       |        |                       |
| James Wade            | 13 - 8 | Mervyn King           |

Hoogste finish: Mervyn King 156 (in de finale)
2005 ·
2006 ·
2007 ·
2008 ·
2009 ·
2010 ·
2011 ·
2012 ·
2013 ·
2014 ·
2015 ·
2016 ·
2017 ·
2018 ·
2019 ·
2020 ·
2021 ·
2022 ·
2023 ·
2024 ·
2025